# Jeffryd García
Jeffryd García es un deportista nicaragüense que compitió en judo. Ganó una medalla de bronce en el Campeonato Panamericano de Judo de 2008, en la categoría de –55 kg.

## Palmarés internacional
| Campeonato Panamericano | Campeonato Panamericano | Campeonato Panamericano | Campeonato Panamericano |
| Año                     | Lugar                   | Medalla                 | Categoría               |
| ----------------------- | ----------------------- | ----------------------- | ----------------------- |
| 2008                    | Miami (Estados Unidos)  | Medalla de bronce       | –55 kg                  |